# Phalanger
Pour les articles homonymes, voir Phalanger (homonymie).
Taxons concernés
Dans l'ordre des Diprotodontia :
- Dans les genres :
  - Cercartetus
  - Dactylopsila
  - Distoechurus
  - Gymnobelideus
  - Hemibelideus
  - Petauroides
  - Petaurus
  - Phalanger
  - Trichosurus

Phalanger est un nom vernaculaire, ambigu en français, qui désigne à la fois les marsupiaux arboricoles d'Océanie du genre zoologique Phalanger, mais aussi plusieurs autres espèces classées dans différents genres de l'ordre des Diprotodontia. Certains phalangers sont appelés couscous, triok ou encore « Possum » (sarigue).

## Physiologie
Les caractéristiques générales des phalangers sont celles des Diprotodontia, avec des nuances pour chaque espèce.

## Noms vernaculaires et noms scientifiques correspondants
Liste alphabétique des noms vernaculaires attestés en français.
Note : En gras, les noms génériques. Certaines espèces ont plusieurs noms et, les classifications évoluant encore, certains noms scientifiques ont peut-être un autre synonyme valide.
- Phalangers - nom générique des espèces du genre Phalanger[2],[3] et plus rarement du genre Trichosurus[3]
- Grands phalangers volants - nom générique des espèces du genre Petauroides[3]
- Grand phalanger volant - Petauroides volans[2],[3]
- Phalanger commun - voir Phalanger-renard[2],[4]
- Phalanger lémurien - Hemibelideus lemuroides[réf. souhaitée]
- Phalanger de Leadbeater - Gymnobelideus leadbeateri[réf. souhaitée]
- Phalangers loir - nom générique des espèces du genre Cercartetus[3]
- Phalanger matanim - Phalanger matanim[réf. souhaitée]
- Phalanger de Norfolk - Petaurus norfolcensis[réf. souhaitée]
- Phalangers à pelage rayé - Dactylopsila[3]
- Phalanger au pelage rayé - Dactylopsila trivirgata[3]
- Phalanger au pelage rayé des îles Fergusson - Dactylopsila tatei[3]
- Phalangers pygmées - nom générique des espèces de la famille des Burramyidae[2]
- Phalanger pygmée - Cercartetus nanus[2]
- Phalanger pygmée à queue zébrée - Pseudochirulus mayeri[réf. souhaitée]
- Phalanger pygmée de Tasmanie - Cercartetus lepidus[réf. souhaitée]
- Phalanger à queue plumeuse - Distoechurus pennatus[réf. souhaitée]
- Phalanger-renard (ou Phalanger renard) - Trichosurus vulpecula[2],[5]
- Phalanger du sucre - voir Phalanger volant à queue courte[6]
- Phalanger tacheté - Phalanger maculatus[2]
- Phalangers volants - nom générique des espèces du genre Petaurus[2],[3]
- Phalanger volant - voir Phalanger volant à queue courte[2],[5]
- Phalanger volant à queue courte - Petaurus breviceps[3]
- Phalanger volant écureuil - Petaurus norfolcensis[2]
- Phalanger vulpin - voir Phalanger-renard[4]

## Les phalangers dans la culture
Bien qu'ils soient appelés possums dans leur pays d'origine, il est impropre de nommer ainsi en français ces cousins océaniens des opossums d'Amérique. 
Un compilateur de langage a été nommé Phalanger.
La grande cape à peau de phalanger était un vêtement porté par les Aborigènes du sud-est de l’Australie. Faites de nombreuses peaux de phalangers assemblées avec des tendons de kangourous, ces capes étaient décorées et servaient de tente ou de protection contre le froid. On se les transmettait de génération en génération.